# Stift Sankt Andrä an der Traisen

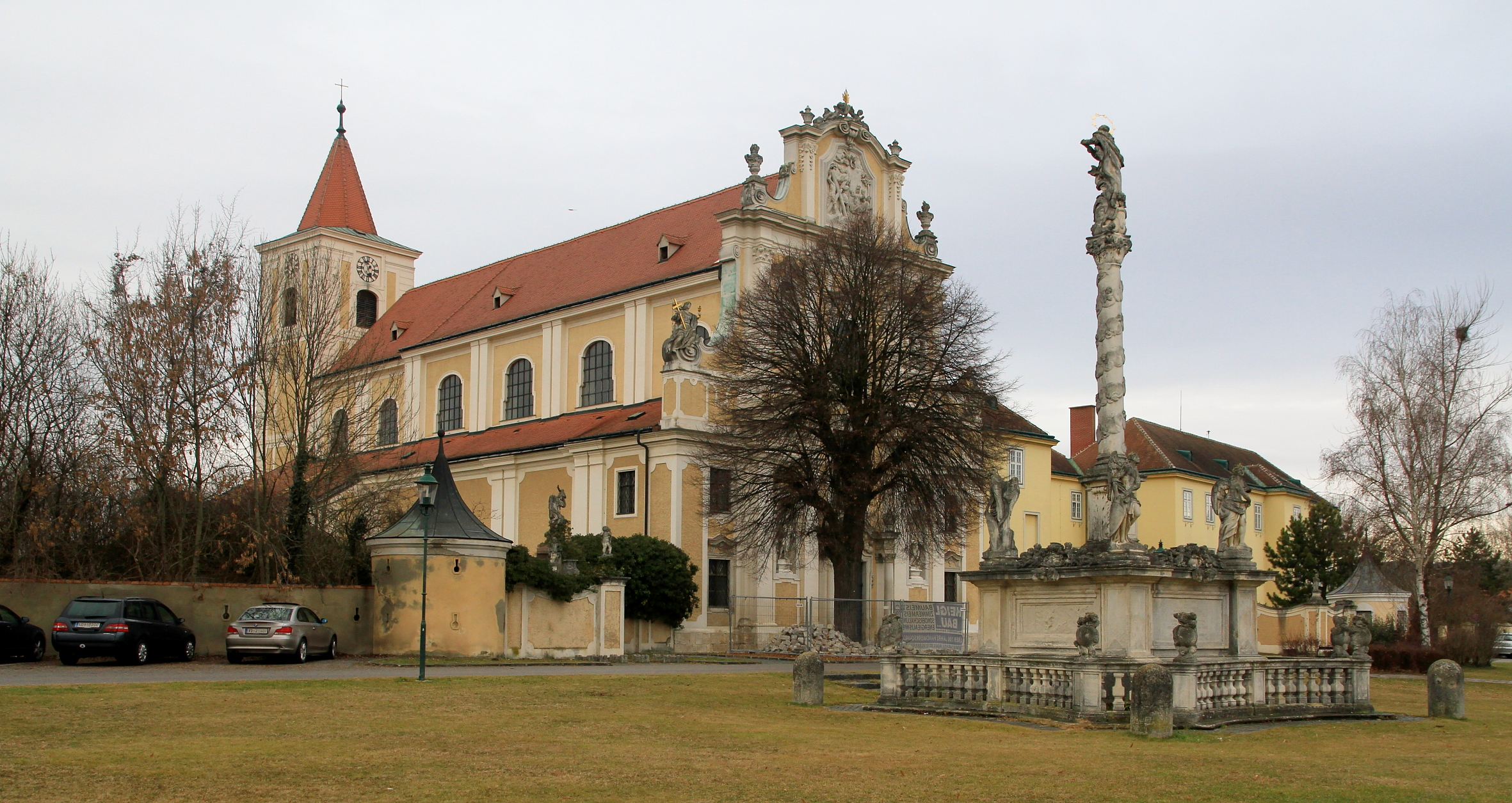
Ehemaliges Stift mit Stiftskirche und Mariensäule.

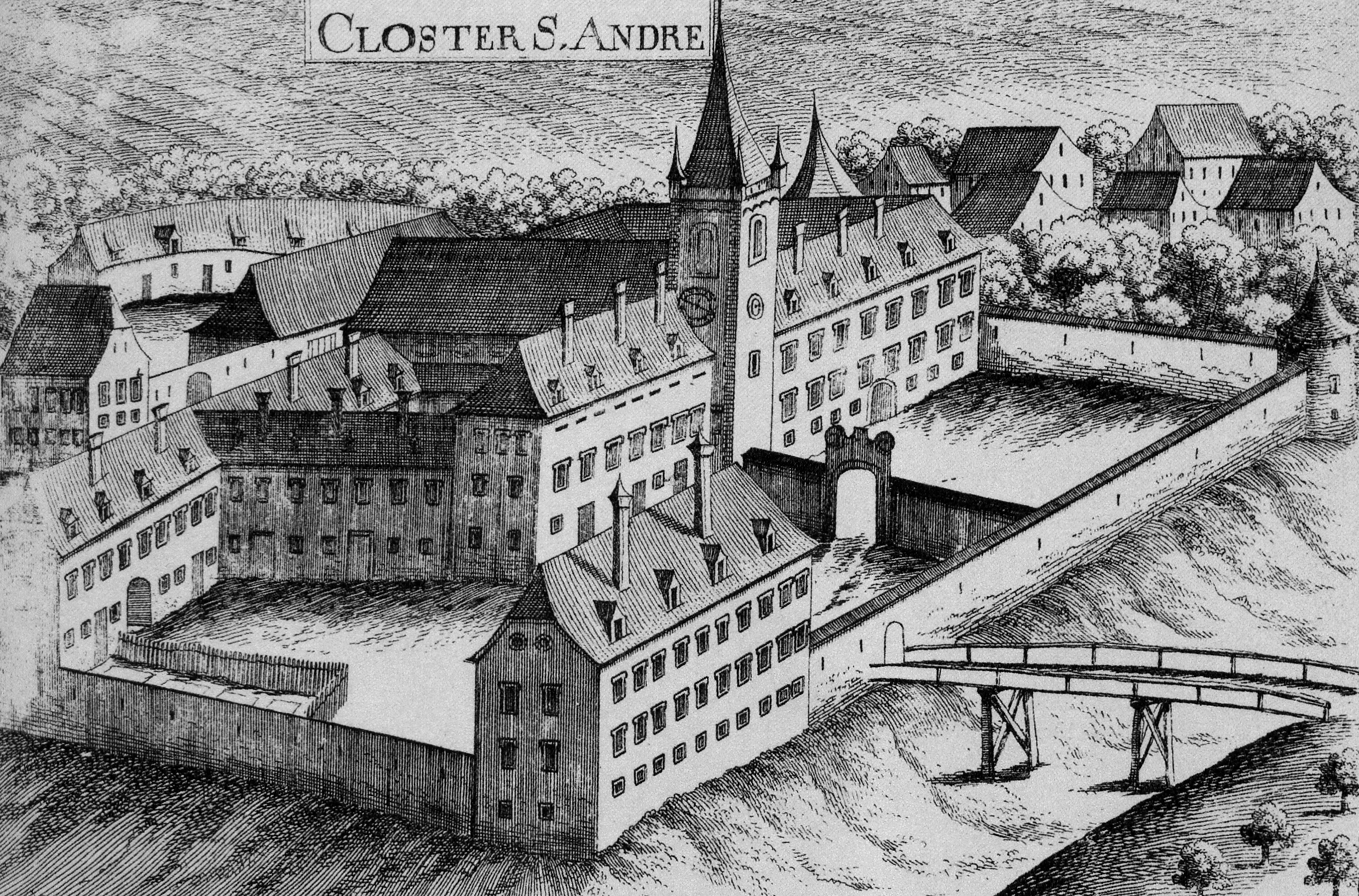
Georg Matthäus Vischer (1672): Stift St. Andrä (von NW) vor der Zerstörung durch die 2. Türkenbelagerung

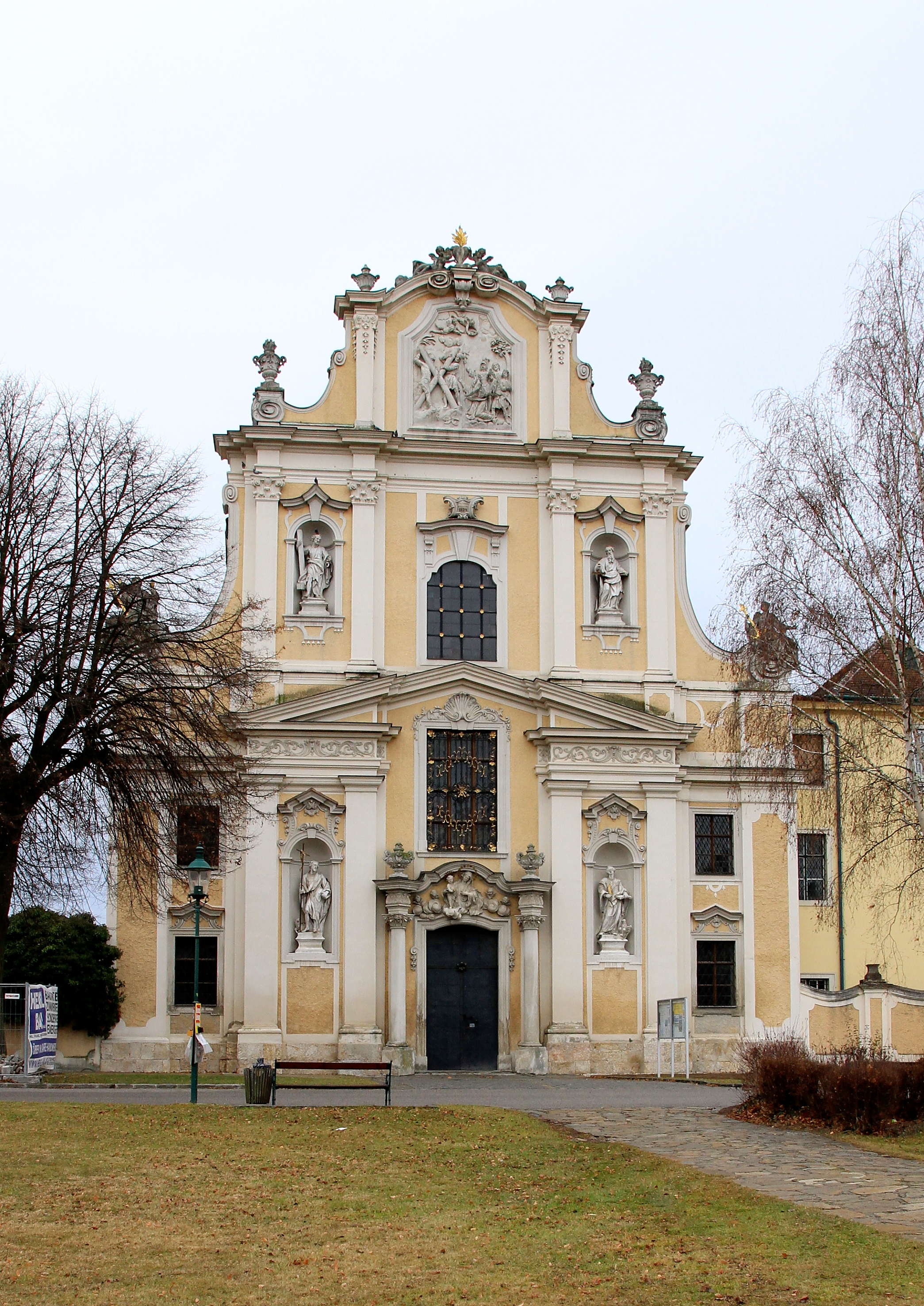
Die dreizonige Hauptfassade der ehemaligen Stiftskirche hl. Andreas.

Das Stift Sankt Andrä an der Traisen war ein Augustiner-Chorherrenstift nordöstlich der niederösterreichischen Stadt Herzogenburg in St. Andrä an der Traisen, einer Katastralgemeinde von Herzogenburg.

## Geschichte
Bereits im 12. Jahrhundert standen an der Stelle des späteren Klosters zwei Kapellen, die zu Ehren des Apostels Andreas und des heiligen Nikolaus geweiht waren. Erstmals erwähnt wird St. Andrä in einer Urkunde des Stifts Göttweig bereits vor dem Jahr 1091. Zudem dürfte an diesem Ort eine Burg gestanden haben.
Im Nekrolog des ehemaligen Stiftes findet sich unter dem Datum 4. November 1203 die Eintragung „ruedegerus marchio“ (Rüdiger von Bechelaren), der ganz offensichtlich das historische Vorbild für den Haupthelden des Nibelungenliedes war und in St. Andrä an der Traisen begraben ist, was das Nekrolog des Stiftes eindeutig beweist.
In Herzogenburg weist der Name der Nibelungenapotheke auf diesen historischen Bezug hin, der von dem deutschen Germanisten Jochim Splett 1967 erstmals dargelegt wurde. Somit ist Herzogenburg auch Zentrum einer mittelalterlichen Hochkultur, die von Geistlichen, die damals als einzige schreiben konnten, getragen wurde.
Gründer war Walther von Traisen, ein Bruder von Adalram von Waldeck, dem Gründer von Stift Seckau. In seinem Testament bestimmte Waltherr, dass an diesem Ort von den Augustiner-Chorherren ein Kloster errichtet werden soll. So gründete Propst Gottschalk Mitte des 12. Jahrhunderts als erster Propst eine Klostergemeinschaft.
Im 13. und 14. Jahrhundert erlebt das Kloster einen Aufschwung, in den folgenden Jahrhunderten wurde das Kloster jedoch durch verschiedene Einflüsse, wie die beiden Türkenbelagerungen 1529 und 1683 sowie die Reformation stark in Mitleidenschaft gezogen.
Ende des 17. Jahrhunderts begann Propst Augustin Erath das Kloster wieder aufzubauen. So wurde 1726 der Grundstein für eine neue Kirche gelegt.
Durch die hohe Verschuldung wurde vorerst ein Administrator installiert und 1783 der Propst von Stift Herzogenburg als Vorsteher eingesetzt. 1787 wurde das Kloster auf Grund des Josephinischen Erlässe endgültig geschlossen. In der Folge wurde das Klostergebäude verschieden genutzt, zum Beispiel als Kaserne.
Im Jahr 1828 wurde es dem Armenfonds der Stadt Wien überantwortet und darin ein Versorgungshaus für verarmte Wiener jeden Alters und Geschlechtes eingerichtet. Ein Brand zerstört am 16. April 1853 den barocken Kirchturm, der seitdem eine Notbedachung hat. Von 1918 bis 1922 diente das Stift als Heim für verwahrloste Buben von 12 bis 14 Jahren unter der Leitung von August Aichhorn, des Wiener Fürsorgedirektors, der hier seine modernen, sozialdemokratischen pädagogischen Konzepte nach dem Ende der Monarchie erstmals erproben konnte.
Danach diente es wieder als Versorgungshaus. Bis 2015 wurde es als Geriatriezentrum der Gemeinde Wien genutzt. Seither versucht die Gemeinde Wien die Liegenschaft zu veräußern. Teile der Grundstücke konnten bereits verkauft werden, während das Hauptgebäude bisher nicht an den Mann gebracht werden konnte.

## Stiftskirche
Die ehemalige Stiftskirche ist dem Apostel Andreas geweiht und heute Pfarrkirche der Pfarre St. Andrä an der Traisen, der Stiftspfarre von Herzogenburg. Die barocke Kirche dürfte auf Joseph Munggenast zurückgehen.
Kirche, Pfarrhof und Geriatriezentrum stehen heute unter Denkmalschutz. Die Kirche selbst und deren Ausstattung bedarf einer dringenden Renovierung bzw. Restaurierung.

### Altäre
Zwei Altarbilder stammen von Paul Troger, andere vom Wiener Schmidt.

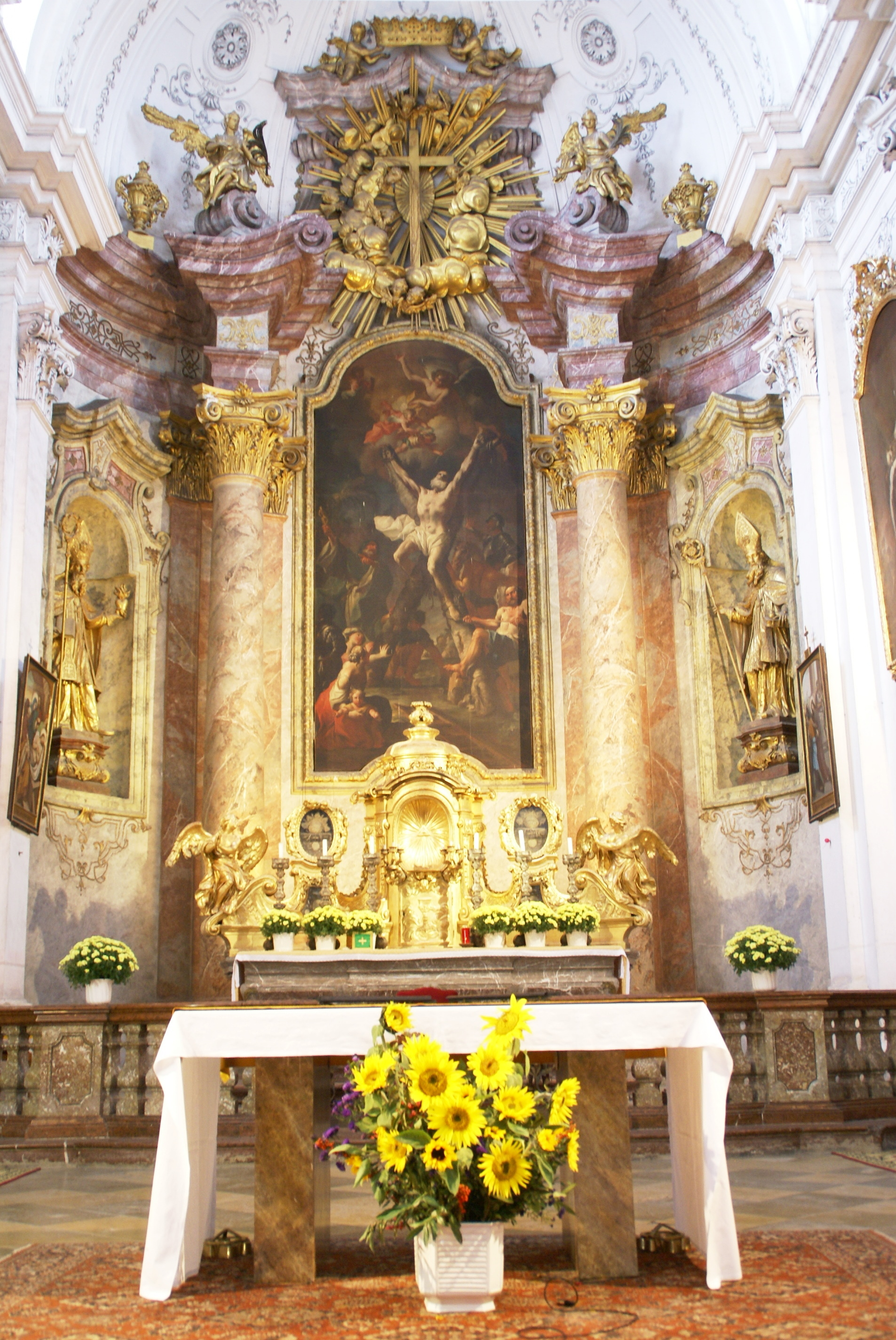
Hochaltar - Kreuzigung des hl. Andreas (Paul Troger)
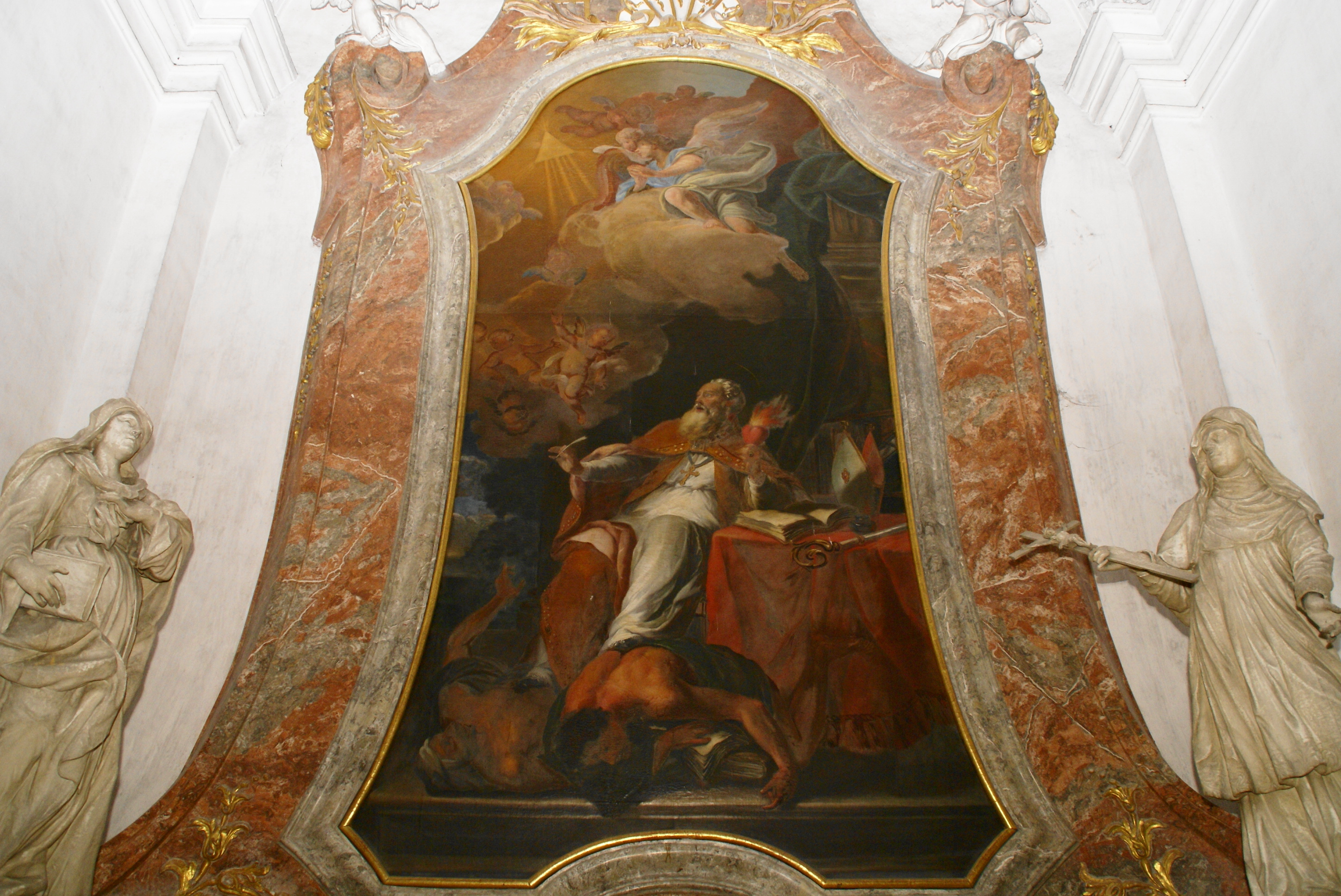
Augustinus-Altar
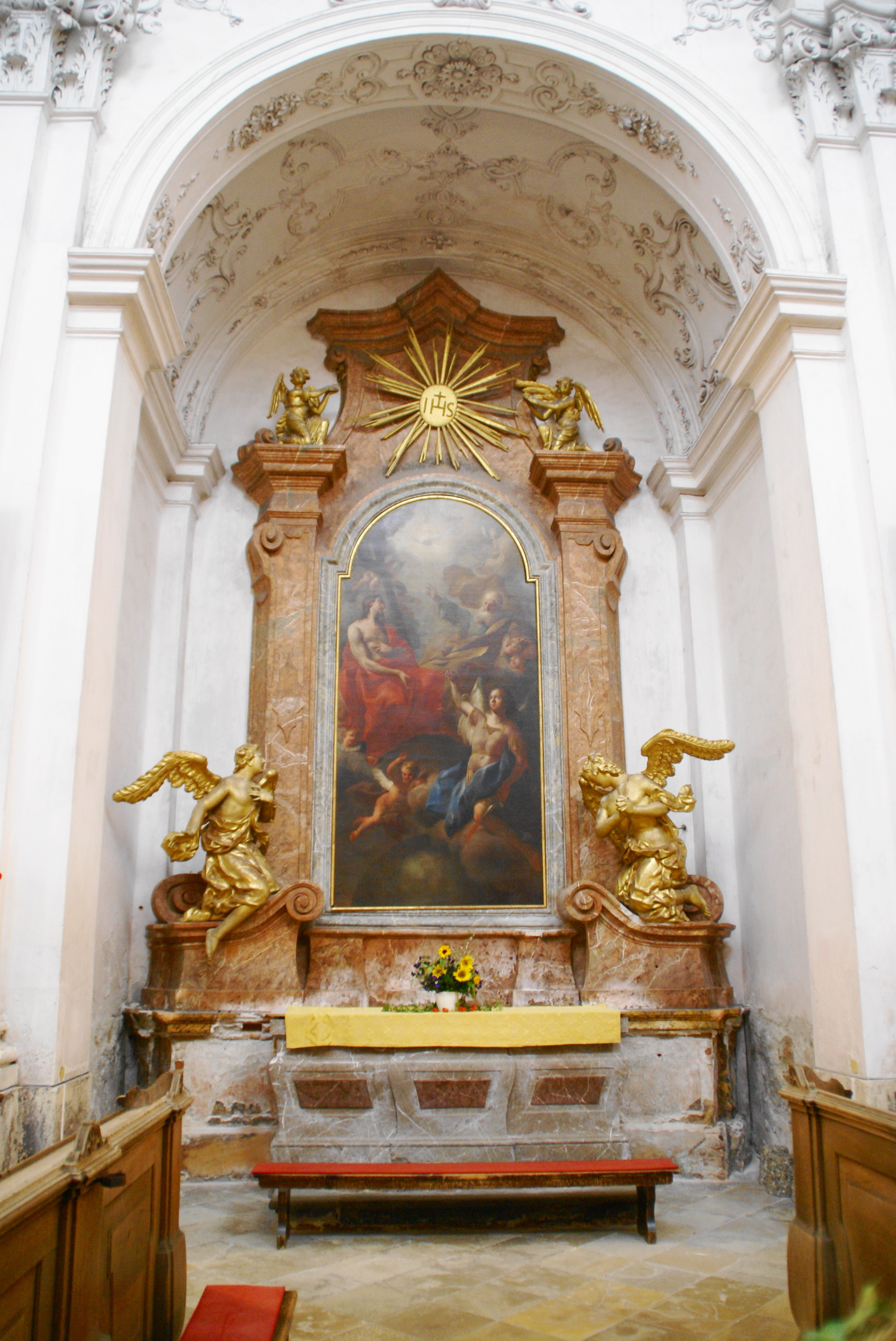
Dreifaltigkeits-Altar
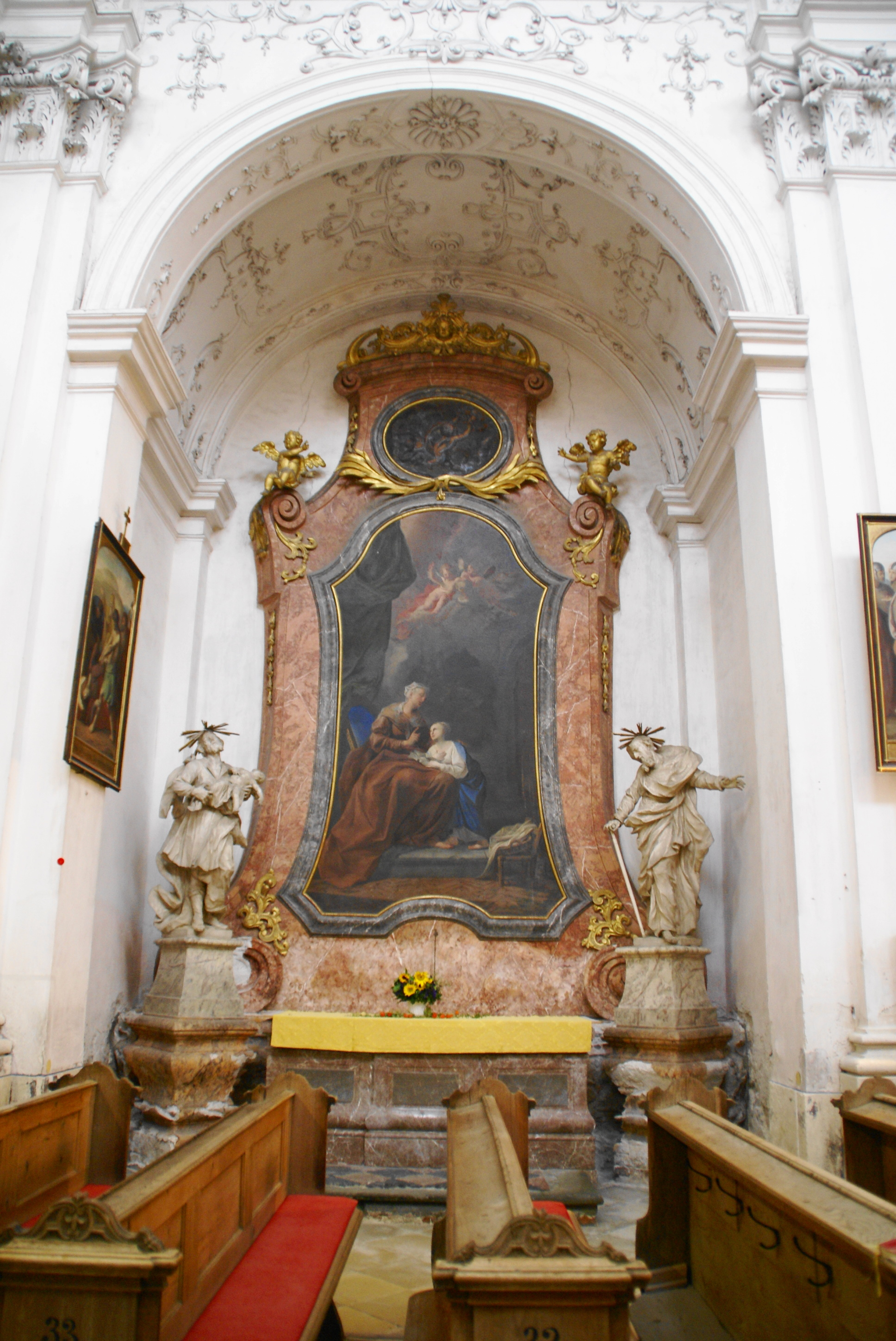
Anna-Altar
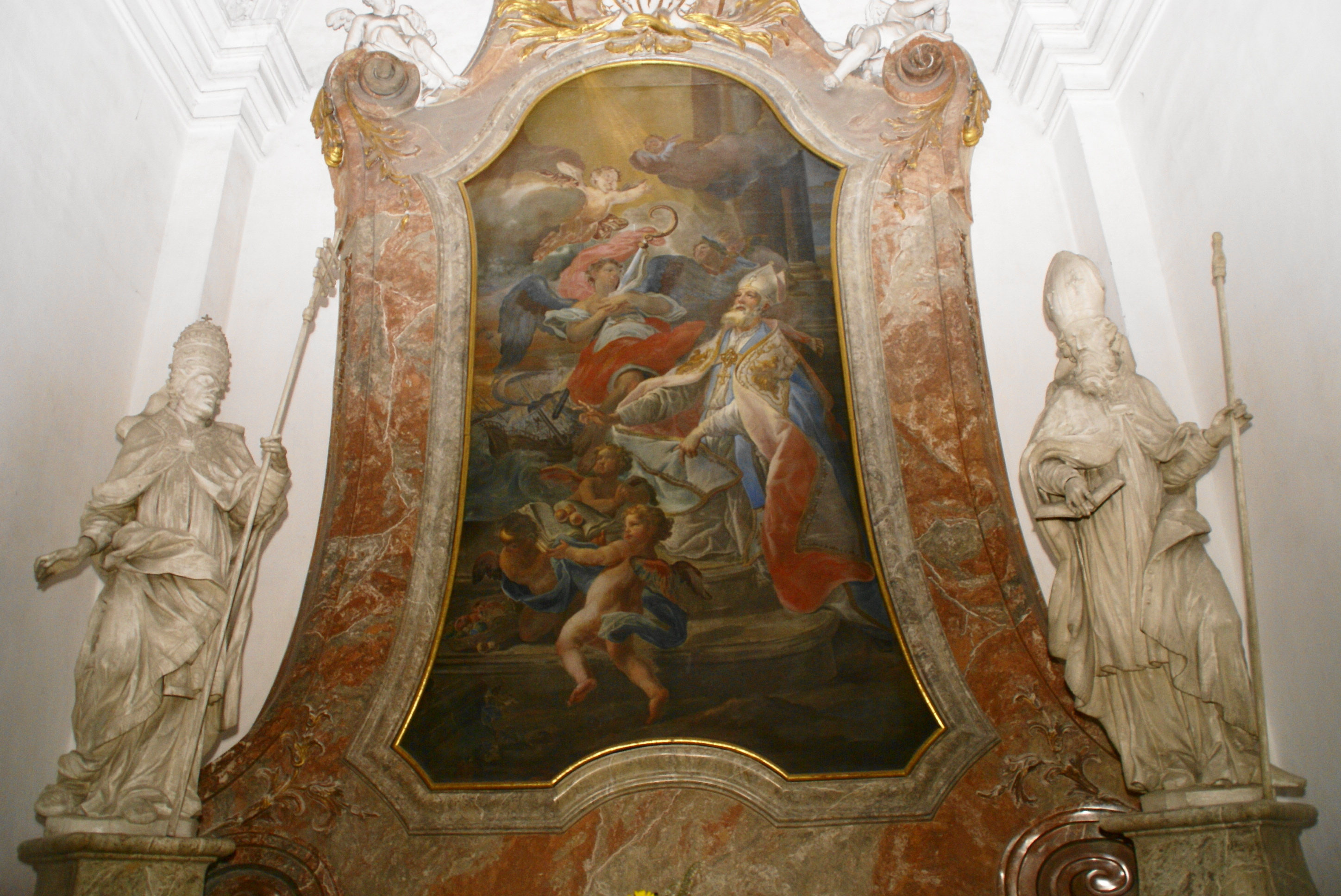
Nikolaus-Altar
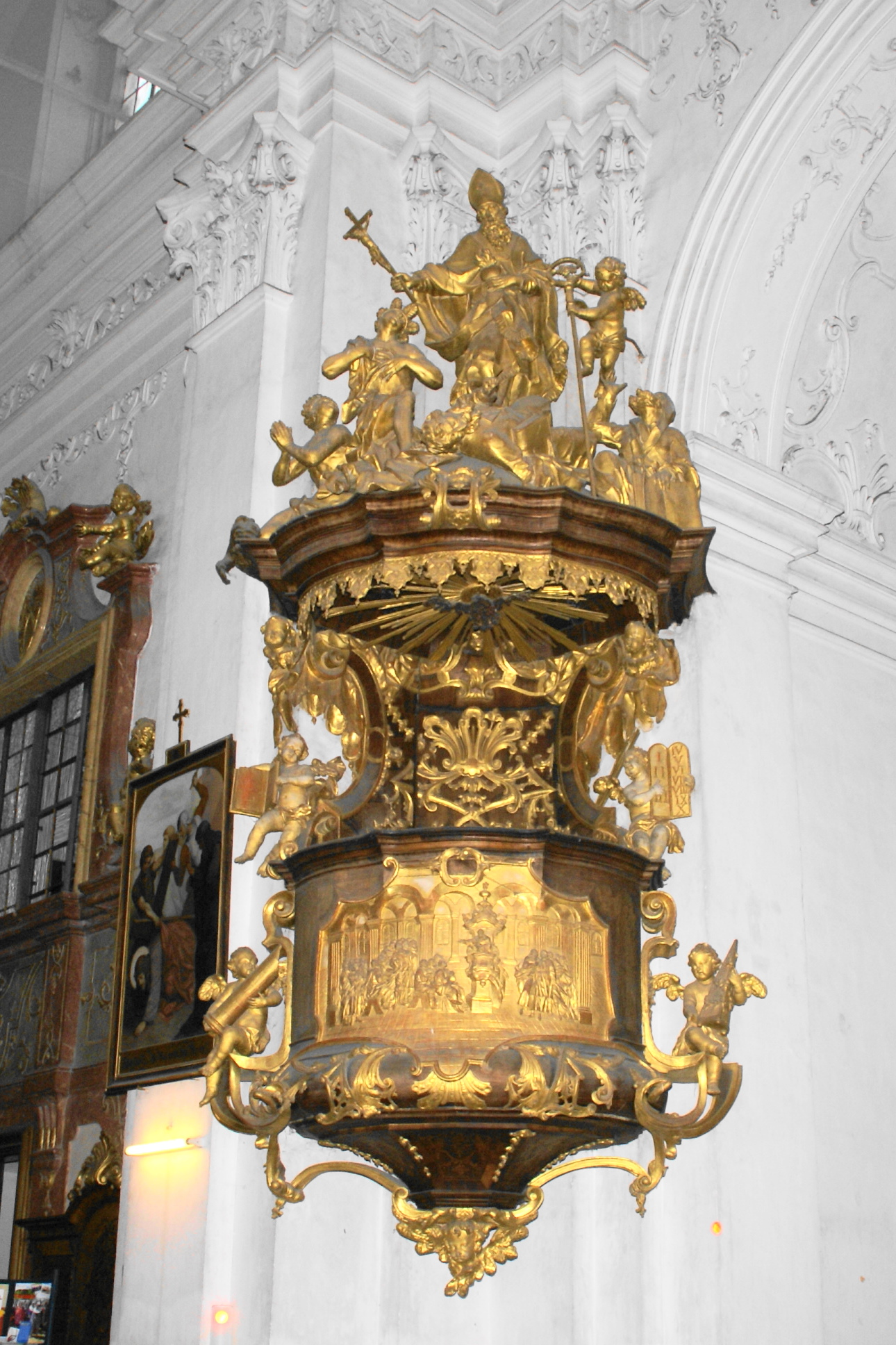
Vergoldete Kanzel
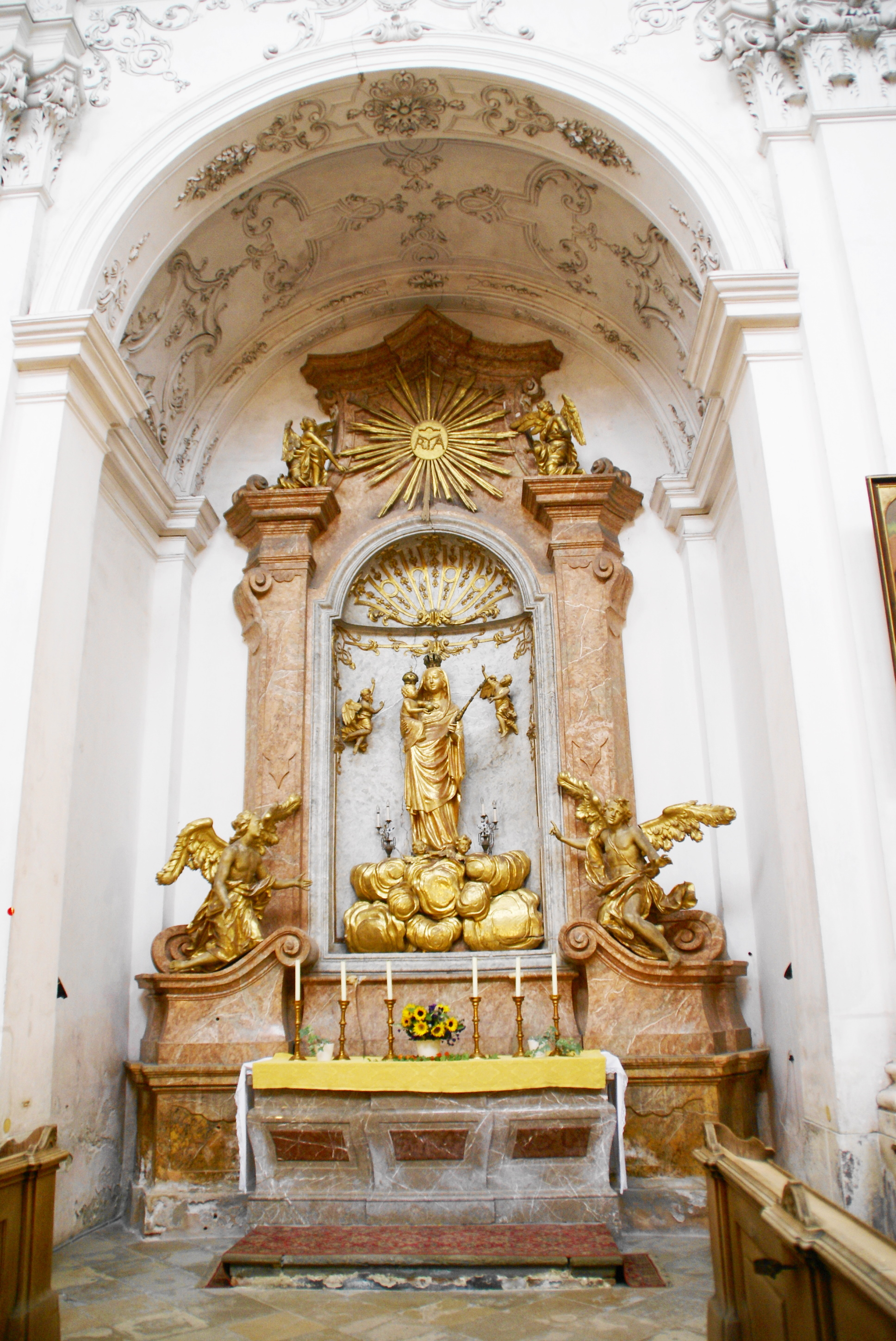
Marien-Altar
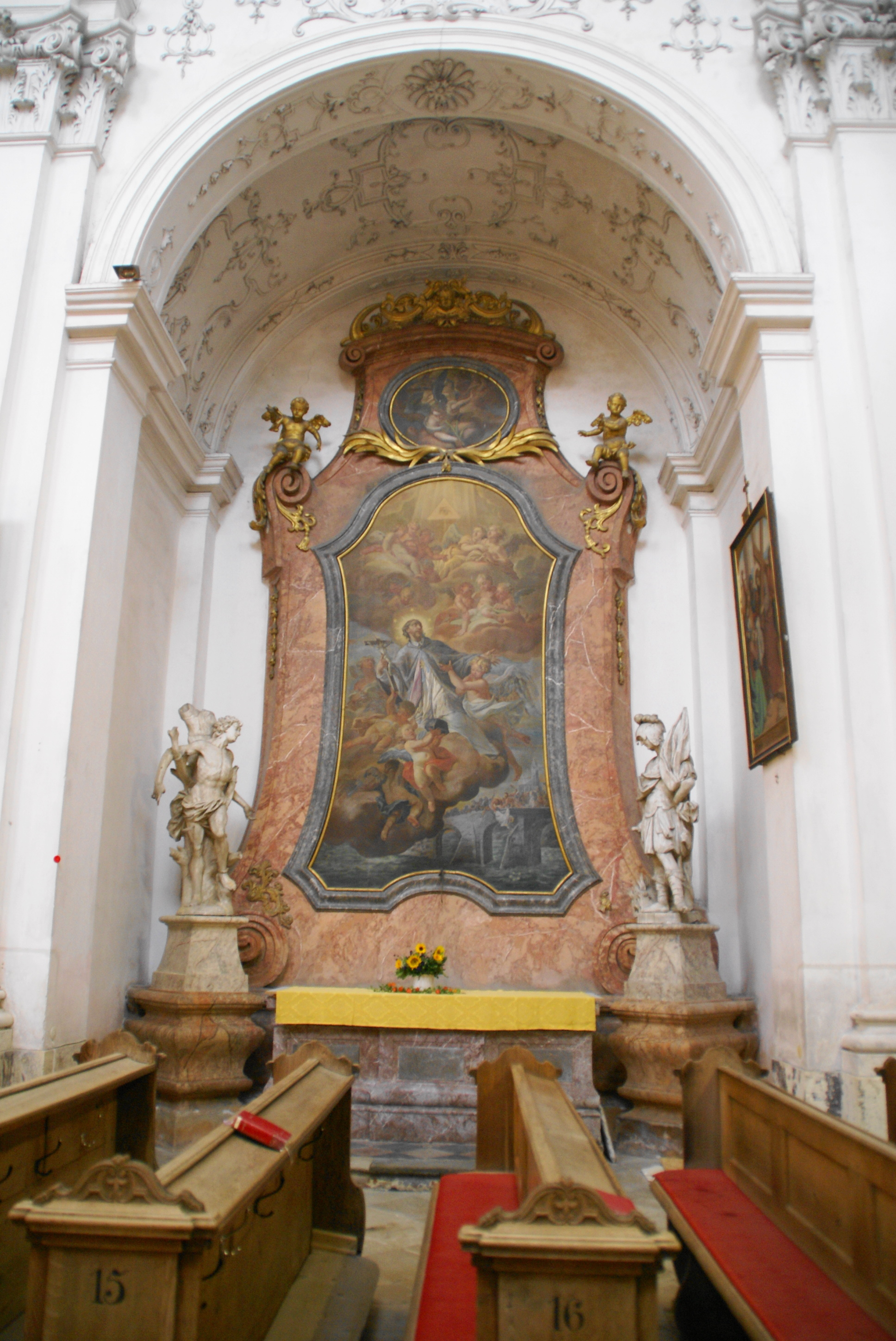
Johannes Nepomuk-Altar